# 甄沾記
甄沾記（英語：Yan Chim Kee），是一個香港過百年的傳統椰子品牌，由甄倫立於1915年創立。

## 歷史
甄倫立在街邊賣椰子糖和雪糕，漸漸得到「亞沾」的稱呼，在1940年代於堅道65號，開設首間門市時將公司名為「甄沾記」。
1953年，由甄倫立的兒子甄彩源決定在黃竹坑27號買地建廠，廠房1958年落成。
90年代，因當時香港政府發展黃竹坑，推動無煙工業，甄沾記便將工廠遷到番禺，而黃竹坑27號則聯同地產發展商建為甄沾記大廈。北上建廠後，甄沾記生意一落千丈，加上家族發生爭拗兄弟鬩牆。1999年，甄沾記被法庭清盤，2006年正式停產。
2011年，由第三代後人九姑娘甄賢賢重新掌舵，伙同八姊甄麗賢及姪子甄嘉浚重出江湖，重新推出不少傳統產品，並推陳出新研發不少新品種，包括椰子硬軟糖、雪糕、雪條、蛋捲、年糕、脆脆椰、椰汁飲品等等。

### 外部連結
- . 信報. 2017-08-31  [2019-02-12]. （原始内容存档于2019-08-28）.
- 甄沾記的Facebook專頁